# Alaskadunört
Alaskadunört (Epilobium ciliatum ssp. glandulosum) är en flerårig ört med rosa blommor, och blommar från juli till augusti.